# Divisive
Divisive (englisch für polarisierend oder entzweiend) ist das achte Studioalbum der US-amerikanischen Metal-Band Disturbed. Es erschien am 18. November 2022 über Reprise Records. Das Lied Bad Man wurde bei den Grammy Awards 2024 in der Kategorie Best Metal Performance nominiert.

## Entstehung

### Songwriting
Ursprünglich wollten Disturbed im Sommer 2020 anlässlich des 20-jährigen Jubiläums ihres Debütalbums The Sickness auf Nordamerikatournee mit den Vorgruppen Staind und Bad Wolves gehen. Diese Tournee musste jedoch wegen der COVID-19-Pandemie auf das Jahr 2021 verschoben werden. Die Musiker nutzten die Zeit, um neue Lieder zu schreiben. Laut Sänger David Draiman kam es dadurch zu Problemen, diesen Prozess online über Anbieter wie Zoom zu führen. Bei den letzten Alben saßen die Mitglieder zusammen in einem Raum. Ein erstes Lebenszeichen der Band war eine Coverversion des Liedes If I Ever Lose My Faith in You von Sting, welches im September 2020 veröffentlicht wurde. Einen Monat später beschrieb Draiman die neuen Kompositionen als „mörderisch wütend und brutal“.
Dennoch sollte über ein Jahr vergehen, bis die Band mit dem Songwriting weiter vorankam. Nachdem die Band im November 2021 wieder Konzerte spielen konnte schrieben die Musiker sechs Lieder, die David Draiman als „rhythmisch, hymnisch, polysynkopisch seien“ und nach „dem Wesentlichen“ von Disturbed klängen. Draiman ordnete die neuen Lieder irgendwo zwischen dem Debütalbum The Sickness und dem dritten Album Ten Thousand Fists ein und hoffte, im Januar 2022 mit den Aufnahmen beginnen zu können. Das Songwriting hätte laut Draiman soviel Spaß gemacht wie schon lange nicht mehr und alle Mitglieder wären breit grinsend aus jeder Session herausgegangen. Zwar hätte er die Experimente auf dem Vorgängeralbum Evolution genossen, jedoch hätte er den Wunsch gehabt, wieder dorthin zurückzukehren, wo die Band herkam.
Laut dem Gitarristen Dan Donegan habe die Band für das Songwriting immer auf alte Ideen zurückgreifen können, was dieses Mal anders war. Nachdem die Band im November 2021 eine Handvoll Konzerte spielte trafen sich die Musiker mit dem Produzenten Dave Fortman in Fort Myers um für ein paar Tage zu improvisieren und Ideen aufzunehmen. Da die Band immer neue Ideen entwickelte verzichtete die Band darauf, alte Ideen aufzugreifen und schrieb ausschließlich neues Material.

### Aufnahmen
Nachdem die beiden Vorgängeralben Immortalized und Evolution von Kevin Churko produziert wurden arbeiteten Disturbed dieses Mal mit Drew Fulk zusammen. Gitarrist Dan Donegan erklärte, dass er Drew Fulks Arbeiten für Bands wie Motionless in White, Ice Nine Kills und Papa Roach mochte und kontaktierte ihn. Im Dezember 2021 trafen sich Dan Donegan und Drew Fulk und vereinbarten die Zusammenarbeit. Aufgenommen wurde das Album in einem namentlich nicht bekannten Studio in Nashville. Im April 2022 wurden die Aufnahmen abgeschlossen. Die Band veröffentlichte auf ihrer Instagram-Seite ein Foto eines Whiteboards, auf denen zehn Songtitel zu sehen waren. Abgemischt wurde das Album von Drew Fulk und Jeff Dunne, während Ted Jensen das Mastering übernahm.
Als Gastsängerin ist bei dem Lied Don’t Tell Me Ann Wilson von der Band Heart zu hören. Damit arbeiteten Disturbed zum ersten Mal in ihrer Karriere mit einem Gast zusammen. Dan Donegan erklärte in einem Radiointerview, dass Disturbed lange Zeit ohne Gastmusiker gearbeitet haben um sich selbst etablieren zu können. Den Kontakt zu Ann Wilson stellte die Band her, nachdem sie herausgefunden haben, das Wilson Disturbeds Coverversion von The Sound of Silence mochte. Disturbed schrieben daraufhin das Lied Don’t Tell Me und Ann Wilson sagte spontan zu. David Draiman und Dan Donegan flogen daraufhin nach Kalifornien, um mit Ann Wilson den Gesang in einem Studio in der Nähe von San Francisco aufzunehmen. Laut Dan Donegan hätten David Draiman und Ann Wilson rund zwei Stunden an den Gesangsharmonien gearbeitet, so dass die Aufnahmen noch am selben Tag fertig waren.

### Veröffentlichung
Im November 2021 verkündete Sänger David Draiman, dass die Band wohl kein Album im traditionellen Format, sondern zwei separate Veröffentlichungen anstrebe, wobei die erste Veröffentlichung für den Herbst 2022 angestrebt wird. Er begründete diese Entscheidung damit, dass sich die Hörgewohnheiten der Musikkonsumenten verändert haben und einzelne Titel im Vordergrund stehen würden. Veröffentlicht eine Band ein Album mit zehn Titeln und drei davon werden im Radio gespielt, dann enden die anderen damit, „im Regal steckenzubleiben“. Die Band entschloss sich dennoch, ein Album im herkömmlichen Format zu veröffentlichen.
Am 14. Juli 2022 wurde die erste Single Hey You veröffentlicht. Bei dem gleichzeitig erschienen Musikvideo führte Josiahx Regie. Die zweite Single Unstoppable erschien am 23. September 2022. Gleichzeitig wurde der Titel und das Veröffentlichungsdatum bekannt gegeben. Das Titellied wurde am 28. Oktober 2022 als dritte Single ausgekoppelt. Für Unstoppable und dem Titellied wurden jeweils Lyric Videos veröffentlicht. Für das Lied Bad Man wurde am Veröffentlichungstag des Albums ein durch Künstliche Intelligenz erzeugtes Musikvideo veröffentlicht. Regie führte Tristan Holmes.

## Hintergrund
Sänger David Draiman sagte über das Album, dass er immer mehr den Eindruck erhält, dass die Menschheit in einem einzigen großen Krieg verfeindeter Sippen gefangen wäre.

„Unsere Gesellschaft ist so sehr von Wut durchsetzt und Musik kann ein Heilmittel dafür sein, wenn nur jeder die Hand ein bisschen ausstreckt und die Chance nutzt. Live-Musik kann ein Ventil sein, um all den Scheiß zu vergessen. Wenn wir uns darauf einlassen, stellen wir vielleicht sogar fest, dass wir mehr Gemeinsamkeiten haben als bisher gedacht. Schaut euch um, wir können unser Umfeld zum Besseren verändern.“

Das Lied Hey You wäre laut Sänger David Draiman ein Weckruf an die Menschheit, die zu ihrem eigenen schlimmsten Feind geworden ist. Der zivile Diskurs wäre zu einer Seltenheit geworden, anstatt die Norm zu sein. Die Menschheit hätte sich darin verloren, süchtig nach Entrüstung zu sein. Dan Donegan ergänzte, dass man früher „bei Meinungsverschiedenheiten diskutieren konnte“ und rief dazu auf, „eine gesunde Debatte zu haben um voneinander zu lernen“.
Bad Man ist laut Schlagzeuger Mike Wengren stark vom Russischen Überfall auf die Ukraine beeinflusst. Mit dem Lied will die Band nicht mit dem Finger auf den russischen Präsidenten Wladimir Putin zeigen, da es eine lange Liste von Personen gibt, auf die die Beschreibung zutreffen würde. Laut Dan Donegan will die Band dem Hörer die Interpretation überlassen. Es hätte aber „schon immer viele Menschen gegeben, die Sachen für Macht, aus Gier oder wegen Geld machen“. Es würde „eine Menge Personen existieren, die als böse Typen durchgehen würden“.
Das Titellied handelt von der Sucht der Menschen, die nächste Sache zu finden, über die sich in den Sozialen Medien aufregen können. Alles Negative würde „einen Schuss Steroide bekommen“. Unstoppable ist laut David Draiman eine große Rockhymne, die den Hörer stärken und motivieren soll. Alle vier Bandmitglieder wären große Sportfans.

## Rezeption

### Rezensionen
Joe Daly vom Onlinemagazin Louder Sound schrieb, dass Disturbed auf ihrem neuen Album „Kraft, Leidenschaft und einige Überraschungen liefern“. Die Band „verfeinerte ihren spezifischen Stil von polierten aber aggressiven Metal“ und „bekräftigten erneut ihren Anspruch auf den Thron des modernen Metal“. Divisive wird „die jetzigen Fans begeistern und un einige neue für die Band gewinnen“. Daly bewertete das Album mit vier von fünf Punkten. Kritischer zeigte sich Ricky Aarons vom Onlinemagazin Wall of Sound. Er schrieb, dass die Band „ihr bestes Material in der ersten Albumhälfte und damit einen hohen Standard setzt“. Die zweite Hälfte „enttäuscht“ dagegen, weil die Lieder eher die zeitgemäße, melodischere Seite der letzten zwei Alben aufzeigt. Aarons vergab sieben von zehn Punkten.
Unterschiedlich wurde das Album vom deutschen Magazin Metal Hammer bewertet. Matthias Weckmann lobte „die überaus giftig gehaltenen Grund-Riffs und -Rhythmen“ und merkte an, dass das Album „nach der ebenso altbekannten wie hoch geschätzten Band-Formel ballert“. Divisive wäre „ein gutes Album, aber kein Meilenstein“, wofür er fünf von sieben Punkte vergab. Sein Kollege Marc Halupczok hingegen kritisierte, dass die Musik dermaßen konstruiert und seelenlos klingt, dass es an manchen Stellen wehtun würde. Die Riffs wären „absolutes Standardwerk aus dem Modern-Metal-Baukasten“ und „der Wiedererkennungswert der Stücke hält sich in Grenzen“. Halupczok vergab drei von sieben Punkten.

### Bestenlisten
| Publikation | Liste                                     | Werk     | Platz    |
| ----------- | ----------------------------------------- | -------- | -------- |
| Loudwire    | The 50 Best Rock + Metal Albums of 2022 a | Divisive | J [ 19 ] |
| Loudwire    | The 50 Best Rock + Metal Songs of 2022 a  | Hey You  | J [ 20 ] |

## Chartplatzierungen
| ChartsChartplatzierungen       | Höchstplatzierung | Wochen |
| ------------------------------ | ----------------- | ------ |
| Deutschland (GfK)              | 9 (5 Wo.)         | 5      |
| Österreich (Ö3)                | 11 (2 Wo.)        | 2      |
| Schweiz (IFPI)                 | 11 (2 Wo.)        | 2      |
| Vereinigte Staaten (Billboard) | 13 (2 Wo.)        | 2      |
| Vereinigtes Königreich (OCC)   | 17 (1 Wo.)        | 1      |